# 유창주
유창주(柳昌柱, 2005년 8월 12일 ~ )는 대한민국의 바둑 기사이다.

## 약력
충남 서산 출신으로 7세 경에 처음 바둑을 접했고 초등학교 들어간 후 방과후 학교에서 바둑 수업을 받았다. 옥득진 바둑 도장에서 본격적으로 바둑 수업을 받으면서 대전시장배와 교육감배 등 지역대회를 모두 휩쓸었고 얼마 지나지 않아
전국대회 에서도 거의 모든 대회에서 우승하였다. 2018년 2월에 만 12세 5개월의 나이로 제8회 지역영재 입단대회를 통해 입단하면서 대한민국 바둑 역사에서 8번째로 빠른 바둑 프로기사가 되었다. 그 후 2020년 2단을 거쳐 2022년에 3단으로 승단했다.